# Westland Marathon 1986
De Westland Marathon 1986 werd gehouden op zaterdag 12 april 1986. Het was de zestiende editie van deze marathon. Start en finish lagen in Maassluis.
De Belg Alex Hagelsteens won de wedstrijd in 2:14.45. Hij was een kleine minuut sneller dan de Nederlander Adri Hartveld, die tweede werd in 2:15.32. Bij de vrouwen besliste de Nederlandse Eefje van Wissen de wedstrijd door eerste te worden in 2:40.07. Beide Nederlanders wonnen tevens de nationale titel op de marathon, aangezien dit jaar het NK in Maassluis werd gehouden.
In totaal finishten er 700 deelnemers (inclusief recreatieve lopers), waarvan 685 mannen en 15 vrouwen.

## Uitslagen

### Mannen
| rang   | naam                  | land | tijd    | NK    |
| ------ | --------------------- | ---- | ------- | ----- |
| Goud   | Alex Hagelsteens      | BEL  | 2:14.45 |       |
| Zilver | Adri Hartveld         | NED  | 2:15.32 | 1e NK |
| Brons  | Richard Vollenbroek   | NED  | 2:15.45 | 2e NK |
| 4      | Gino Braeckevelt      | BEL  | 2:15.52 |       |
| 5      | Willy Vanhuylenbroeck | BEL  | 2:15.58 |       |
| 6      | Jeffrey Norman        | ENG  | 2:16.13 |       |
| 7      | Lucien Rottiers       | BEL  | 2:16.24 |       |
| 8      | Henk Mentink          | NED  | 2:16.42 | 3e NK |
| 9      | Aart Stigter          | NED  | 2:17.05 | 4e NK |
| 10     | John Vermeule         | NED  | 2:17.50 | 5e NK |
| 11     | Max van Wersch        | NED  | 2:18.35 | 6e NK |
| 12     | Paul Pieters          | BEL  | 2:19.45 |       |
| 13     | Gerard Smit           | NED  | 2:21.27 | 7e NK |
| 14     | Raymond Van Paemel    | BEL  | 2:21.29 |       |
| 15     | Jozef Maeseneer       | BEL  | 2:22.26 |       |

### Vrouwen
| rang   | naam             | land | tijd    | NK    |
| ------ | ---------------- | ---- | ------- | ----- |
| Goud   | Eefje van Wissen | NED  | 2:40.07 | 1e NK |
| Zilver | Mia Pauwels      | BEL  | 2:40.29 |       |
| Brons  | Jarmila Urbanova | TCH  | 2:46.21 |       |
| 4      | Denise Alfvoet   | BEL  | 2:51.46 |       |

1969 ·
1970 ·
1971 ·
1972 ·
1973 ·
1974 ·
1975 ·
1976 ·
1977 ·
1978 ·
1979 ·
1980 ·
1981 ·
1982 ·
1983 ·
1984 ·
1985 ·
1986 ·
1987 ·
1988 ·
1989 ·
1990 ·
1991 ·
1992 ·
1993 ·
1994 ·
1995 ·
1996 ·
1997 ·
2014